# Gymnosporia devenishii
Gymnosporia devenishii är en benvedsväxtart som beskrevs av M. Jordaan. Gymnosporia devenishii ingår i släktet Gymnosporia och familjen Celastraceae. Inga underarter finns listade.